# Zdenko Škrabalo
Zdenko Škrabalo, hrvaški zdravnik, pedagog, veleposlanik, politik in akademik, *4. avgust 1929, Sombor, † 12. januar 2014, Zagreb.
Škrabalo je bil predavatelj na Medicinski fakulteti v Zagrebu; je član Hrvaške akademije znanosti in umetnosti.
V letih 1992−1993 je bil minister za zunanje zadeve Hrvaške; nato pa je postal veleposlanik: Švicarska konfederacija in Lihtenštajn (1993-1996) in Madžarska (1996-2000).